# Andrea Dudith-Sbardellati
Andrea Dudith-Sbardellati anche Andrija Dudić Orehovički, András Dudith de Horahovicza,  András Dudith Sbardellat de Orechowic, Andreas Dudithius (Buda, 5 febbraio 1533 – Breslavia, 22 febbraio 1589) è stato un nobile, vescovo cattolico e poi riformatore protestante, umanista ungherese di origini croate e italiane, diplomatico del Regno d'Ungheria degli Asburgo.

## Biografia

### Origini e formazione
Dudith nacque a Buda, capitale del Regno di Ungheria pre-asburgico, in una nobile famiglia ungherese di origine croata. Suo padre, Jeromos Dudits era un nobile ungherese di origine croata, rovinato dall'avanzata degli ottomani e sua madre, Maddalena Sbardellati, di una nobile famiglia veneziana originaria dagli Sbardellati di Rovereto Perse suo padre molto presto, caduto combattendo contro i turchi sotto le mura di Buda nel 1542 e venne quindi affidato alla tutela dello zio materno Agostino Sbardellati (1500-1552), personaggio molto in vista in quanto consigliere dell'imperatore Carlo V (1516-1556), vescovo di Vác, amministratore dei beni dell'arcivescovado di Esztergom durante la sede vacante. Anche lo zio morì combattendo contro gli ottomani il 10 agosto 1552 nella battaglia di Plášťovce. 
In Italia abitò a Verona e qui conobbe il cardinale Reginald Pole, che ai tempi viveva a Maguzzano sul Lago di Garda e lo storico Giovanni Michele Bruto, il quale divenne suo buon amico. Fece poi un ciclo di studi a Venezia e a Padova. In quest'ultima città fu collega di studi del futuro voivoda di Transilvania e re di Polonia, Stefano Báthory (re di Polonia dal 1576 al 1586). Studiò a Breslavia e diversi anni (dal 1550) in Italia. Viaggiò attraverso Francia, Inghilterra, Paesi Bassi e Germania a Vienna, Bruxelles e Parigi. Entrò come segretario personale al seguito di Reginald Pole in un viaggio a Bruxelles nel 1554 per incontrare l'imperatore Carlo V, il quale raccomandò il giovane Dudith al fratello Ferdinando I, arciduca d'Austria, re di Boemia e d'Ungheria. 

### Vescovo
Nei tre anni successivi (1555-1557) Dudith fece la spola tra Parigi, per studiare filologia al Collège Royal con l'umanista Adrianus Turnebus (1512-1565), e Londra, dove fu testimone del sanguinario tentativo della regina inglese Maria Tudor (1553-1558) di reintrodurre la religione cattolica nel paese. Tornò brevemente in patria per prendere gli ordini come canonico di Esztergom, ma, ritornato in Inghilterra, si trovò senza protettore per la morte del Pole il 17 novembre 1558, lo stesso giorno della morte della regina Maria Tudor.
Dopo aver ultimato un corso di giurisprudenza a Padova nel 1560 era alla corte dell'imperatore Ferdinando I che lo fece entrare nel suo consiglio e lo nominò vescovo di Tenin in Croazia e poi nel 1562-1563 vescovo di Csanád. Fu inviato al Concilio di Trento (1545-1563) dall'imperatore e clero ungherese nel 1561, dove arrivò il 9 gennaio 1562. Conformemente ai desideri di Ferdinando I, chiese che i laici potessero ricevere la Comunione sotto entrambe le specie e parlò a favore del matrimonio dei sacerdoti. Un gran numero di vescovi, in particolare il Cardinale Giovanni Gerolamo Morone, scrisse al papa che era pericoloso e che avrebbe dovuto lasciare il concilio. Il papa chiese all'imperatore di ordinarglielo, cosa che fu fatta. L'imperatore lo nominò poi vescovo di Pécs. Dudith andò in Polonia nel 1565 come ambasciatore di Massimiliano II d'Asburgo. Si sposò lì in segreto con Regina von Strass, damigella d'onore della regina di Polonia, e si dimise dalla sua diocesi, diventando protestante, nel 1567. Nonostante questo allontanamento dalla religione cattolica l'imperatore continuò a proteggerlo e ad avvalersi dei suoi servigi come diplomatico, ma il Papa lo scomunicò e lo condannò come eretico. Dudith scrisse a sua difesa un trattato contro il celibato degli ecclesiastici, dal titolo Demonstratio omni hominum ordini, sine exeptione, divina lege matrimonium permissum esse.

### Eretico
In Polonia, iniziò a simpatizzare con gli antitrinitari sociniani della piccola chiesa polacca (Ecclesia Minor). Sebbene non si sia mai dichiarato ufficialmente unitario, alcuni ricercatori lo presentano come uno dei pensatori anti-trinitari.

Nel periodo 1573-1575 Dudith si schierò nella campagna contro l'elezione di Stefano Báthory a re di Polonia, per preparare la strada alla nomina del principe Ernesto, figlio dell'imperatore Massimiliano II.
Dopo l'elezione di Báthory come re di Polonia, nel 1576, Dudith lasciò Cracovia e andò a Breslavia e successivamente in Moravia, dove sostenne i fratelli boemi.
Rimasto vedovo di Regina, che gli aveva dato tre figli, nel settembre 1574 sposò, in seconde nozze, Elzbieta Zborowski, di un'influente famiglia polacca calvinista, vedova dell'atamano Jan Tarnowski, ma furono proprio i potenti parenti della moglie ad offrire la corona di Polonia al cattolico Stefano Bathory. L'elezione di Bathory il 15 dicembre 1575 scatenò la vendetta dei suoi seguaci contro Dudith, ambasciatore imperiale d'Austria, che dovette fuggire da Cracovia abbandonando i suoi beni.
Dudith intrattenne corrispondenza con famosi antitrinitari come Giorgio Biandrata, Jacob Palaeologus, Marcello Squarcialupi, Simone Pietro Simoni, Francesco Stancaro, Prospero Provana, Fausto Sozzini e il medico dell'Imperatore Giovanni Crato von Krafftheim. Lo storico Mihály Balázs afferma che Jacob Palaeologus visse a Cracovia nella casa di Dudith e da la partì per la Transilvania. Le teorie di Biandrata, Sozzini e Ferenc Dávid ebbero una grande influenza su di lui, tuttavia rimase sempre attaccato all'umanesimo di Erasmo da Rotterdam che condannava l'intolleranza religiosa, sia per i protestanti che per i cattolici. Nel 1584 scrisse una lettera accompagnatoria alla seconda edizione del De Haereticis capitali supplicio non afficiendis del teologo della tolleranza, il senese Mino Celsi (1514-ca.1575)], in cui entrò nella polemica sulla persecuzione degli eretici. La lettera fu contestata e condannata dal francese Teodoro di Beza.
Diventato luterano, a Breslavia si dedicò a studi scientifici, pubblicando nel 1577-78 opere sulla peste e il suo metodo di contagio, e nel 1579 il De Cometis, uno confronto, con prefazione di Giovanni Michele Bruto, tra le idee sulle comete di Marcello Squarcialupi, di Thomas Erastus, dell'umanista ed astronomo riformato Symon Grynaeus (1493-1541).
Nel 1578 si rifugiò nei suoi possedimenti in Moravia, a Paskov; nel 1579 ritornò a Breslavia.
Nel 1583 si riconciliò con Bathory, il quale gli permise di esercitare attività commerciali con la Polonia.
Dudith morì nel 1589 a Breslavia e fu sepolto nella chiesa luterana di Santa Elisabetta.

## Pubblicazioni
- (LA)  De Cometis Dissertationes Novae Clariss. Virorum Thomas Erasti, Andreas Dudithij, Marcello Squarcialupi, Symon Grynaei, 1580 (leggi in linea)
- (LA)  Andreas Dudithius, Orationes duae in sacrosancto oecumenico Concilio Tridentino habitae à Andrea Duditio Sbardellato, episcopo Tininien, Venezia, 1562
- (LA)  Andreas Dudithius, Epistulae, Pars I, 1554-1567, Akadémiai Kiadó, Budapest (Bibliotheca scriptorum medii recentisque aevorum, tome XIII-1), 1992, ISBN 978-963055736-8
- (LA)  Andreas Dudithius, Epistulae, Pars II, 1568-1573, Akadémiai Kiadó, Budapest (Bibliotheca scriptorum medii recentisque aevorum, tome XIII-2), 1995, ISBN 978-963446014-5
- (LA)  Andreas Dudithius, Epistulae, Pars III, 1574, Akadémiai Kiadó, Budapest (Bibliotheca scriptorum medii recentisque aevorum, tome XIII-3), 2000, ISBN 978-963446064-0
- (LA)  Andreas Dudithius, Epistulae, Pars IV, 1575, Akadémiai Kiadó, Budapest (Bibliotheca scriptorum medii recentisque aevorum, tome XIII-4), 1998
- (LA)  Andreas Dudithius, Epistulae, Pars V, 1576, Akadémiai Kiadó, Budapest (Bibliotheca scriptorum medii recentisque aevorum, tome XIII-5), 2005, ISBN 963446328-2
- (LA)  Andreas Dudithius, Epistulae, Pars VI, 1577-1580, Akadémiai Kiadó, Budapest (Bibliotheca scriptorum medii recentisque aevorum, tome XIII-6), 2002, ISBN 9634463282
- (LA)  Andreas Dudithius, Ad Iohannem Lasicium equitem Polonum : In qua De Divina Triade Disputatur, Cracovia, 1590

Traduzione di :
- (LA)  Dionysii Halicarnassei, De Thucydidis historia iudicium, Paolo Manuzio, Venezia, 1560